# 安保心結
安保 心結（あんぼ ここな、2010年 〈平成22年〉8月5日 - ）は日本の子役。
東京都出身。東宝芸能所属。第9回「東宝シンデレラオーディション」ファイナリスト。

## 人物
- 趣味・特技 - 縄跳び、バレエ、ダンス、歌[1]。

## 出演

### テレビ番組
- おはスタ（2024年4月1日 - 、テレビ東京）- おはキッズ[3]

### MV
- ダイナミック琉球／ほこもり 沖縄cover（2024年2月3日）[4]
- ダイナミック琉球／ほこもり 東京element（2024年2月5日）[5]
- 「Your Song」Staring安保心結（2024年11月22日）[6]